# Natação

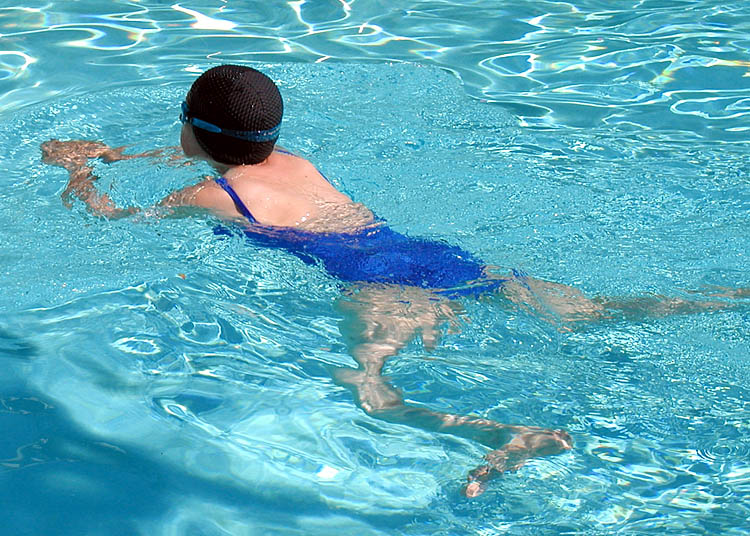
Uma nadadora a praticar natação de recreação.

Natação é a capacidade do ser humano e de outros seres vivos de se deslocarem através de movimentos efetuados no meio líquido, geralmente sem ajuda artificial. A natação é uma atividade física que pode ser, de maneira simultânea, útil e recreativa. As suas principais utilizações são recreativas, balneares, pesca, exercício e desporto.

## História
A referência mais antiga conhecida até ao momento são pinturas rupestres da Gruta dos Nadadores, uma caverna antiga no planalto montanhoso de Gilf Kebir da secção do Deserto Líbio do Sara. Estima-se que tenham sido criadas há cerca de 10 000 anos, com o início do Período Húmido Africano, quando o Sara era significativamente mais verde e húmido do que é hoje.
As referências escritas remontam a 2000 a. C. Algumas das primeiras referências estão incluídas em obras históricas como a Epopeia de Gilgamesh, a Ilíada, a Odisseia, a Bíblia (Ezequiel 47:5, Atos 27:42, Isaías 25:11), Beowulf, e outras sagas. No ano de 1538, Nikolaus Wynmann, um professor alemão de linguística, escreveu o primeiro livro sobre natação, “O Nadador ou o diálogo sobre a arte de Nadar” (Der Schwimmer oder ein Zwiegespräch über die Schwimmkunst) A natação de competição começou na Europa por volta do ano de 1800, na sua maioria utilizando o estilo bruços. Posteriormente, em 1873, John Arthur Trudgen, apresentou o estilo Trudgen, após ter copiado o estilo crawl usado pelos Índios Nativos Norte-americanos, criando uma ligeira variante do mesmo. Devido ao repúdio dos britânicos pelos salpicos, Trudgen empregou a pernada de bruços no lugar do batimento de pernas convencional do estilo crawl. A natação fez parte dos primeiros Jogos Olímpicos da era moderna em 1896, em Atenas. Finalmente em 1902 Richard Cavill introduziu o estilo crawl e em 1908, foi fundada a Federação Internacional de Natação (FINA). O estilo mariposa foi desenvolvido na década de 1930, que no início surgiu como uma variante do estilo de bruços, até que foi aceita como um estilo distinto, em 1952.

## Natação animal
Diversos animais possuem a capacidade de nadar por instinto, como é o caso do ser humano. Nos mamíferos, esta natação por instinto tem o nome de "Natação Padrão". Este tipo de natação define-se por ser executada com a cabeça fora de água, batimentos dianteiros dos braços (patas anteriores) com um ângulo próximo dos 90 graus e pernas (patas posteriores) em leve flexão (realizando um movimento parecido com o pedalar). Este modo de nadar é vulgarmente conhecido por “nadar à cão”.

## Recreação
Como atividade recreativa, a natação é muito difundida. Muitos nadadores entram na água apenas para se divertir, tanto em piscinas artificiais como nos mares, lagos e rios.
Embora os estilos de natação também sejam utilizados no lazer, é muito comum que os nadadores recreativos utilizem estilos menos técnicos, geralmente mantendo a cabeça fora de água.

## Modalidades
Existem seis modalidades/disciplinas distintas na especialidade de natação:
- Natação pura
- Polo aquático
- Saltos para a água
- Natação de águas abertas
- Natação sincronizada
- Mergulho

Entre estas, a natação pura, o polo aquático e a natação de águas abertas possuem a categoria Masters.

## Conclusão
Por movimentar praticamente todos os músculos e articulações do corpo, a prática da natação é considerada um dos melhores exercícios físicos existentes trazendo ótimos benefícios para o organismo e benefícios a saúde, ajudando a melhorar a coordenação motora, além de ser recomendada para pessoas com problemas respiratórios, como por exemplo a asma, também é a única actividade física indicada para menores de 3 anos.